# Vulkanisk plugg
En vulkanisk plugg (även magmaplugg eller lavaplugg) är en geologisk bildning. Den skapas av magma som trängt upp genom berggrunden men stelnat i kanalen innan den nått jordytan. Därefter har omgivande, mjukare bergarter vittrat bort, varvid den vulkaniska pluggen återstår som en ofta nästan lodrätt stupande bergsformation. Exempel på vulkaniska pluggar är Devils Tower i USA (Wyoming) och Carrickarede Island (Nordirland).
Den vulkaniska pluggen kan bestå av fonolit.
En berggrundsformation av stelnad magma som fortfarande är omgiven eller täckt av annat berg kan kallas lavadom.

## Galleri

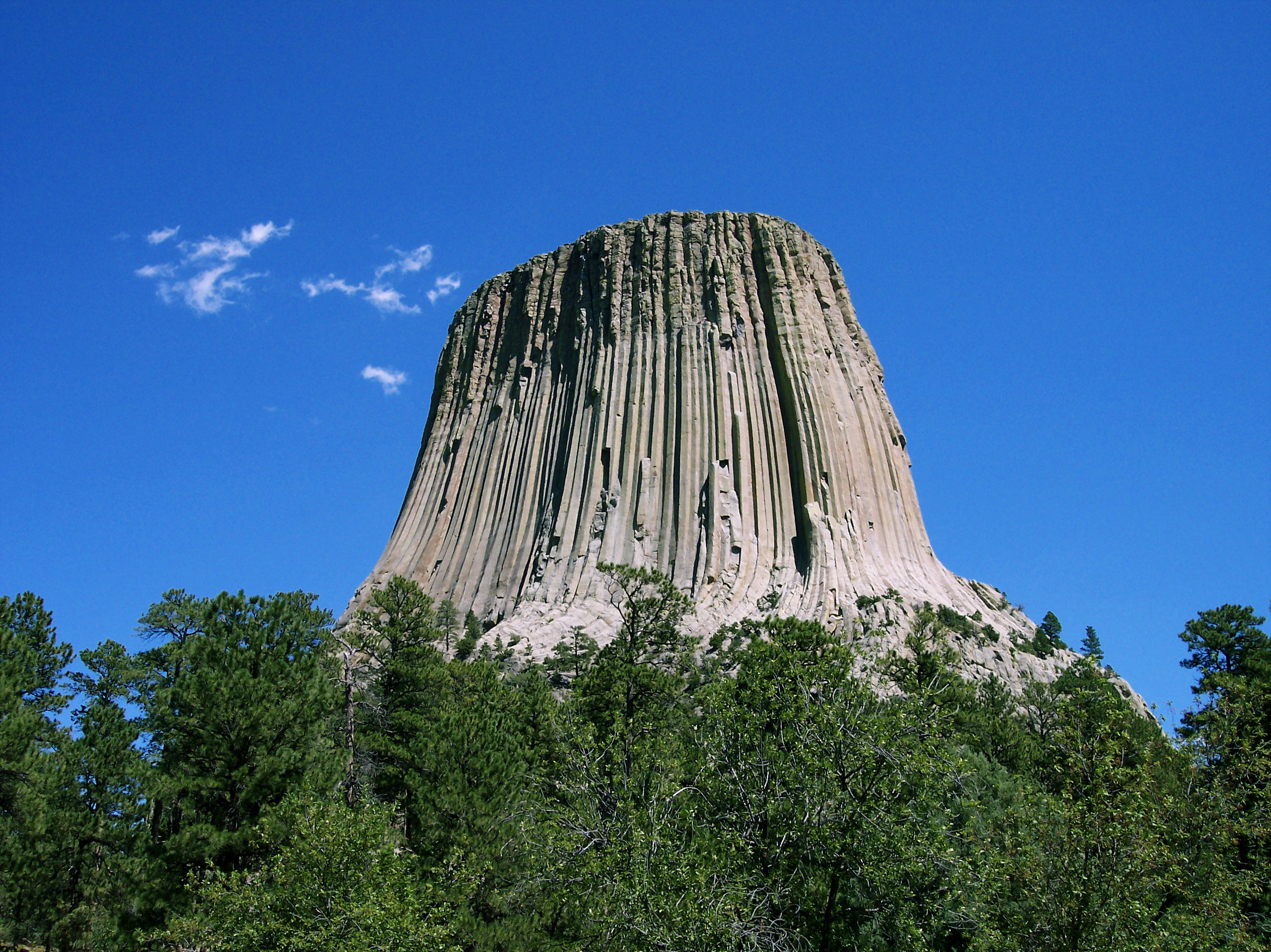
Devils Tower i Wyoming i USA.
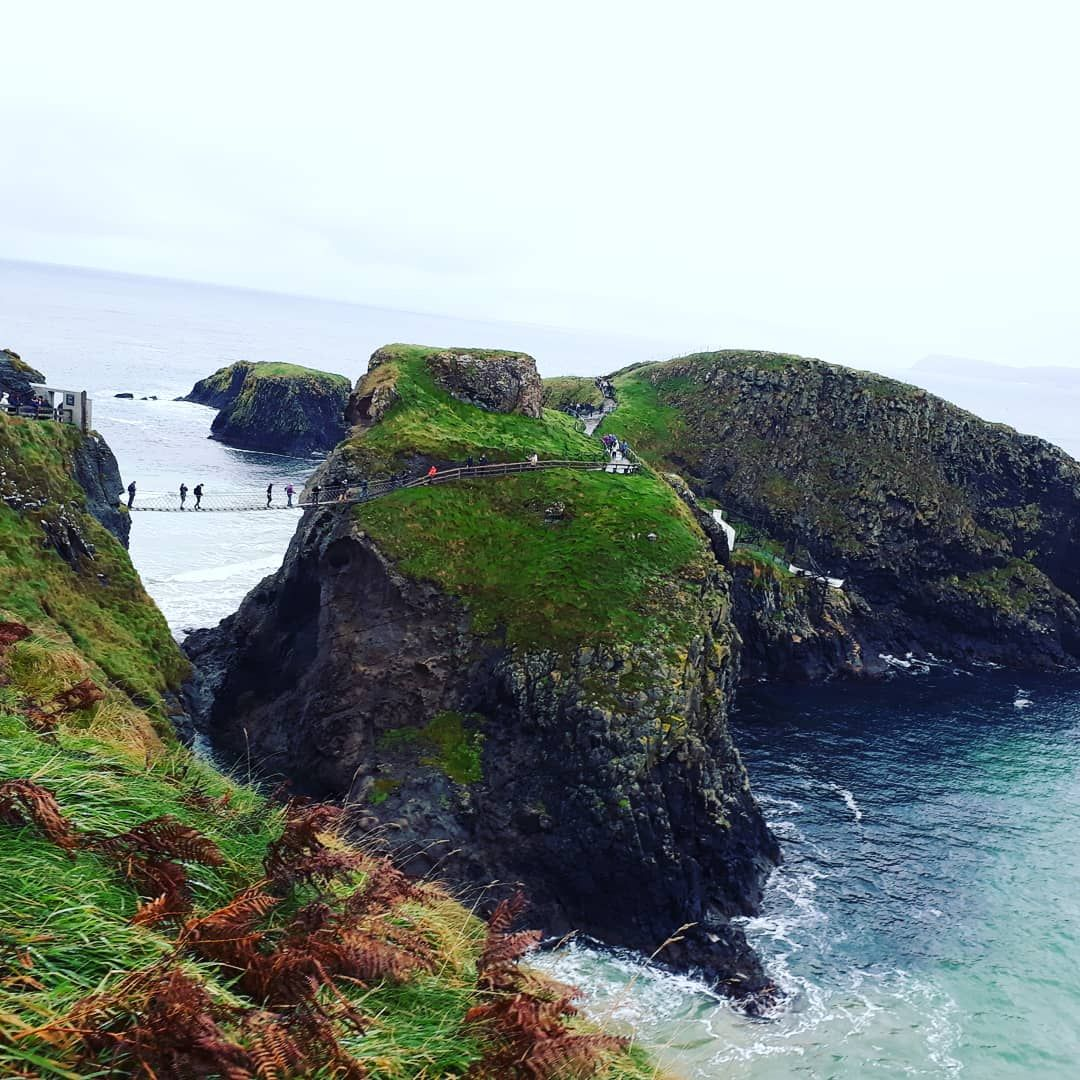
Carrickarade Island i Nordirland.
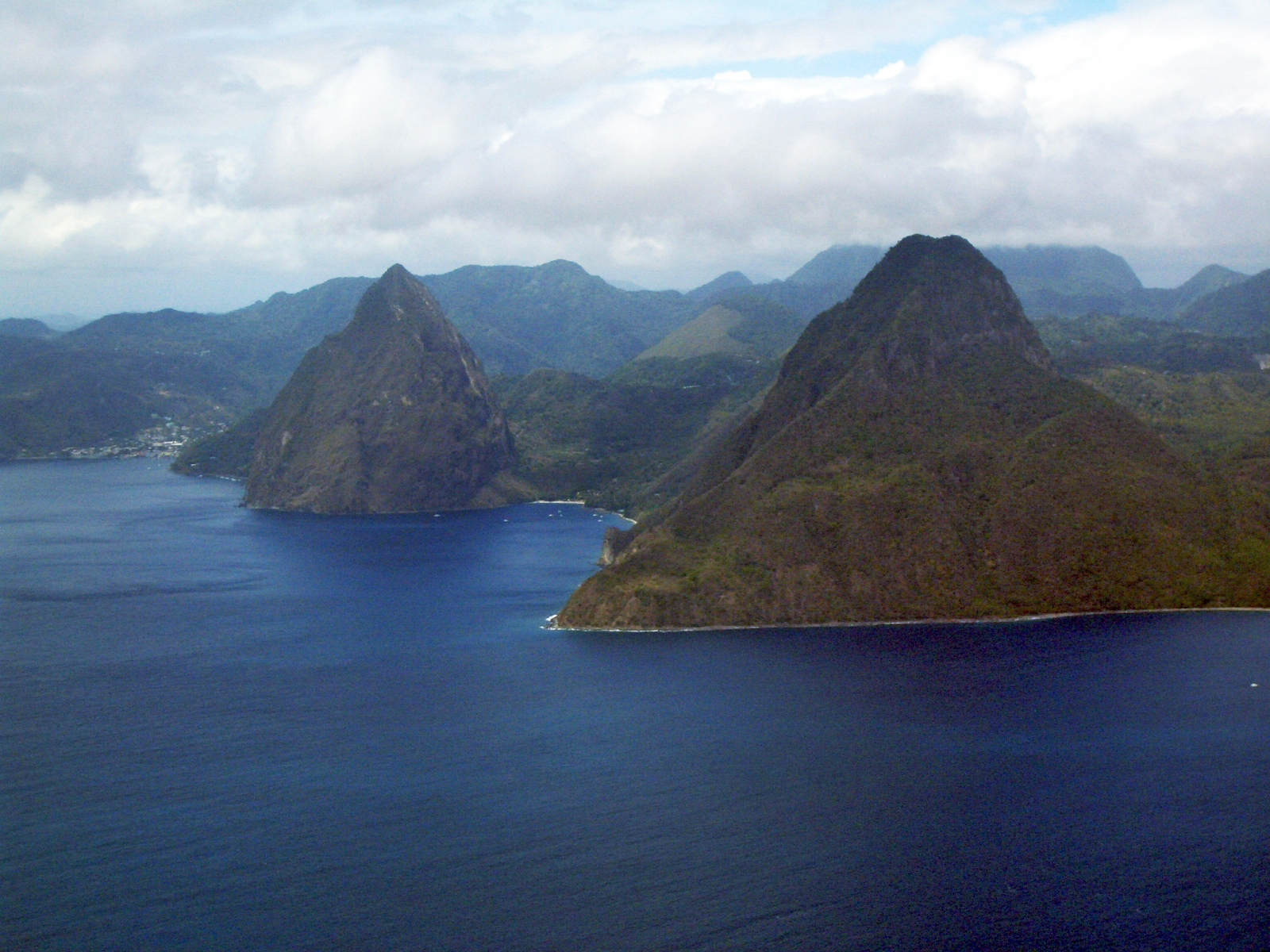
Pitonerna i Saint Lucia.
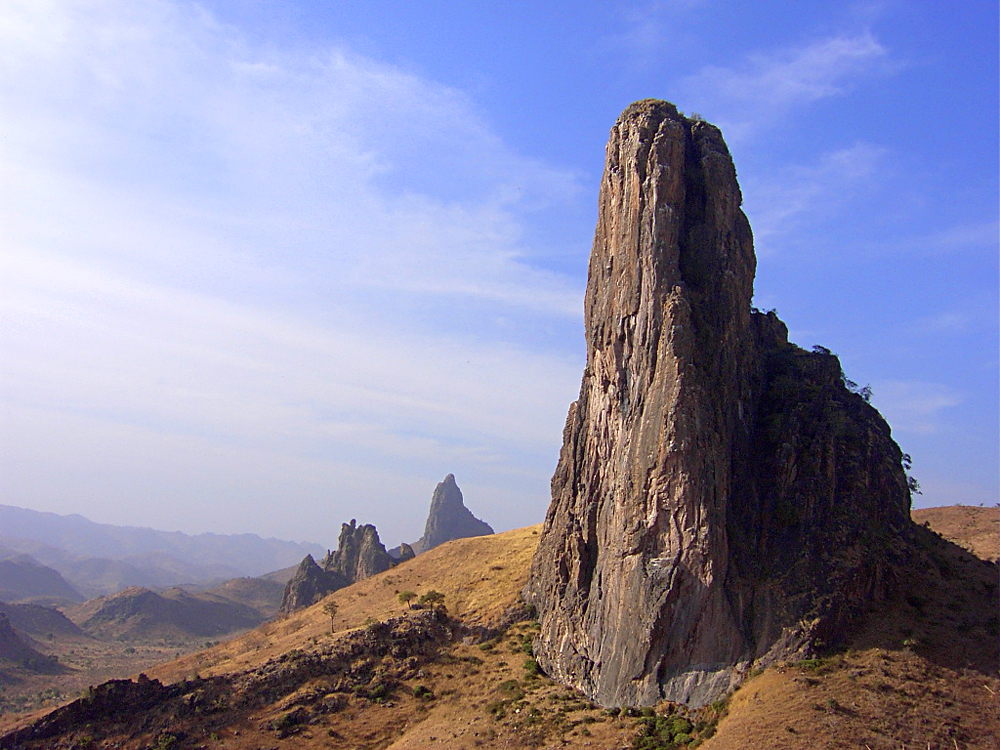
Vulkaniska pluggar i nordligaste Kamerun.
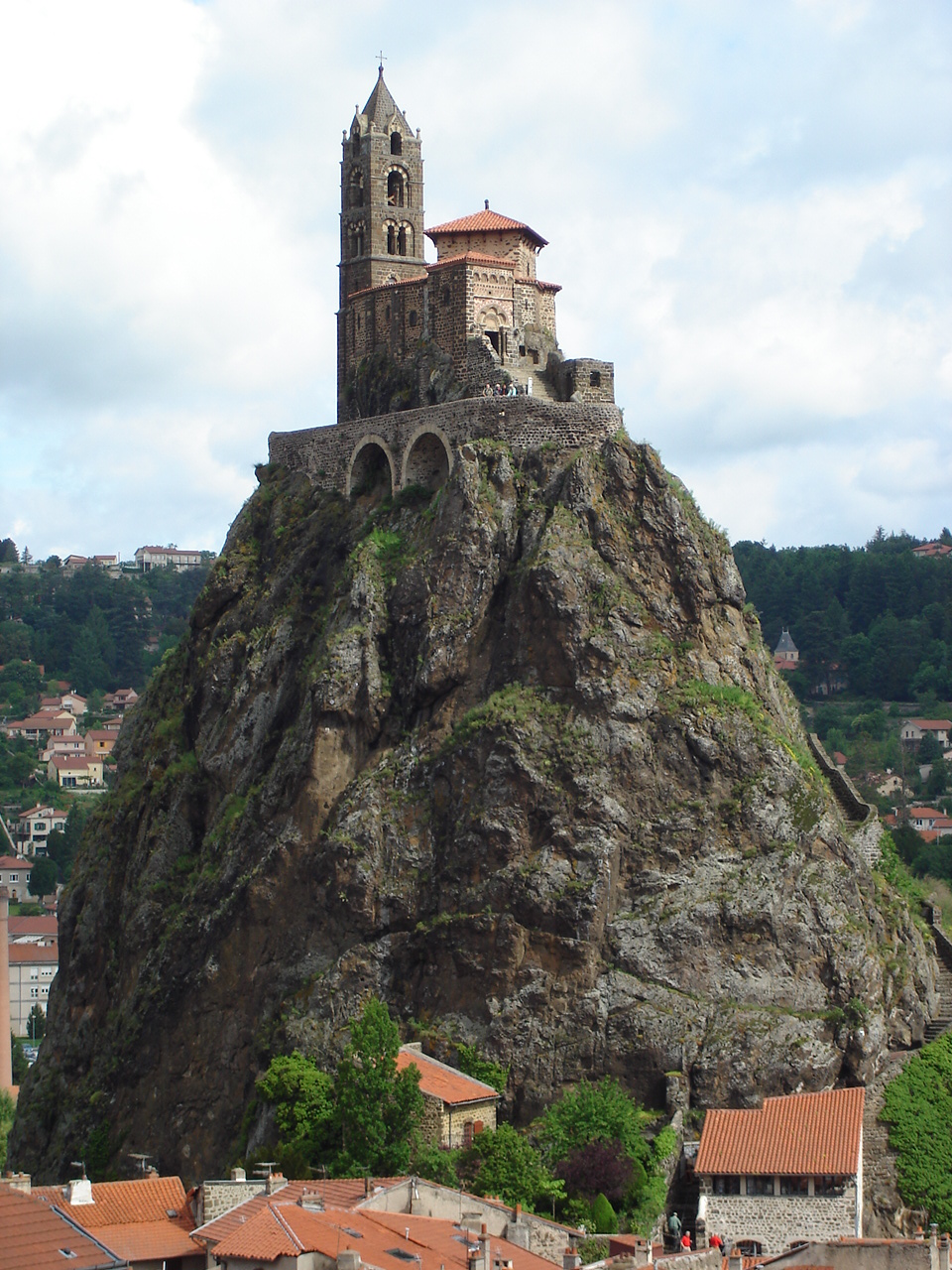
Le Puy-en-Velay i Frankrike.
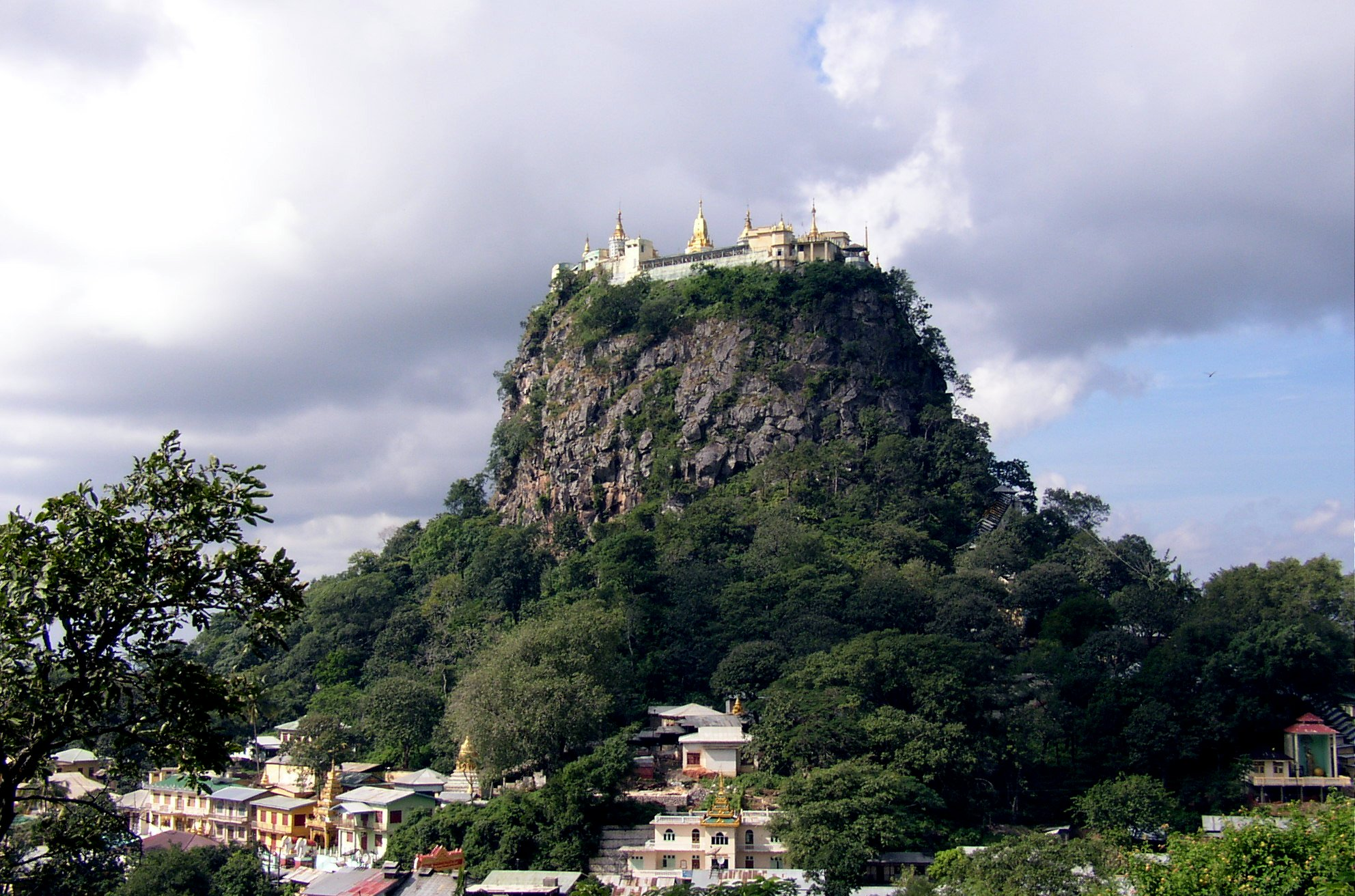
Mount Popa i Myanmar.
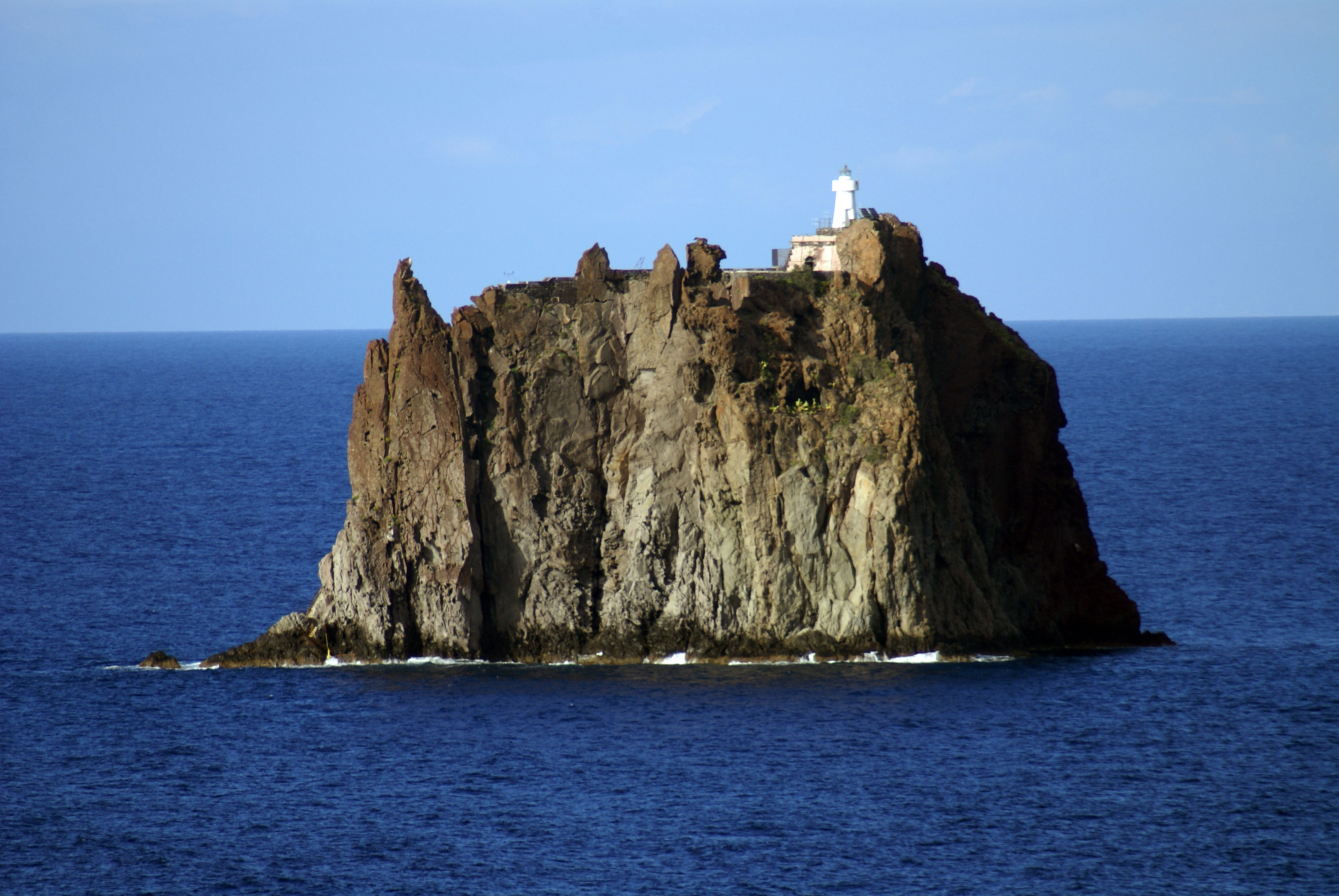
Strombolicchio nära Stromboli i Italien.
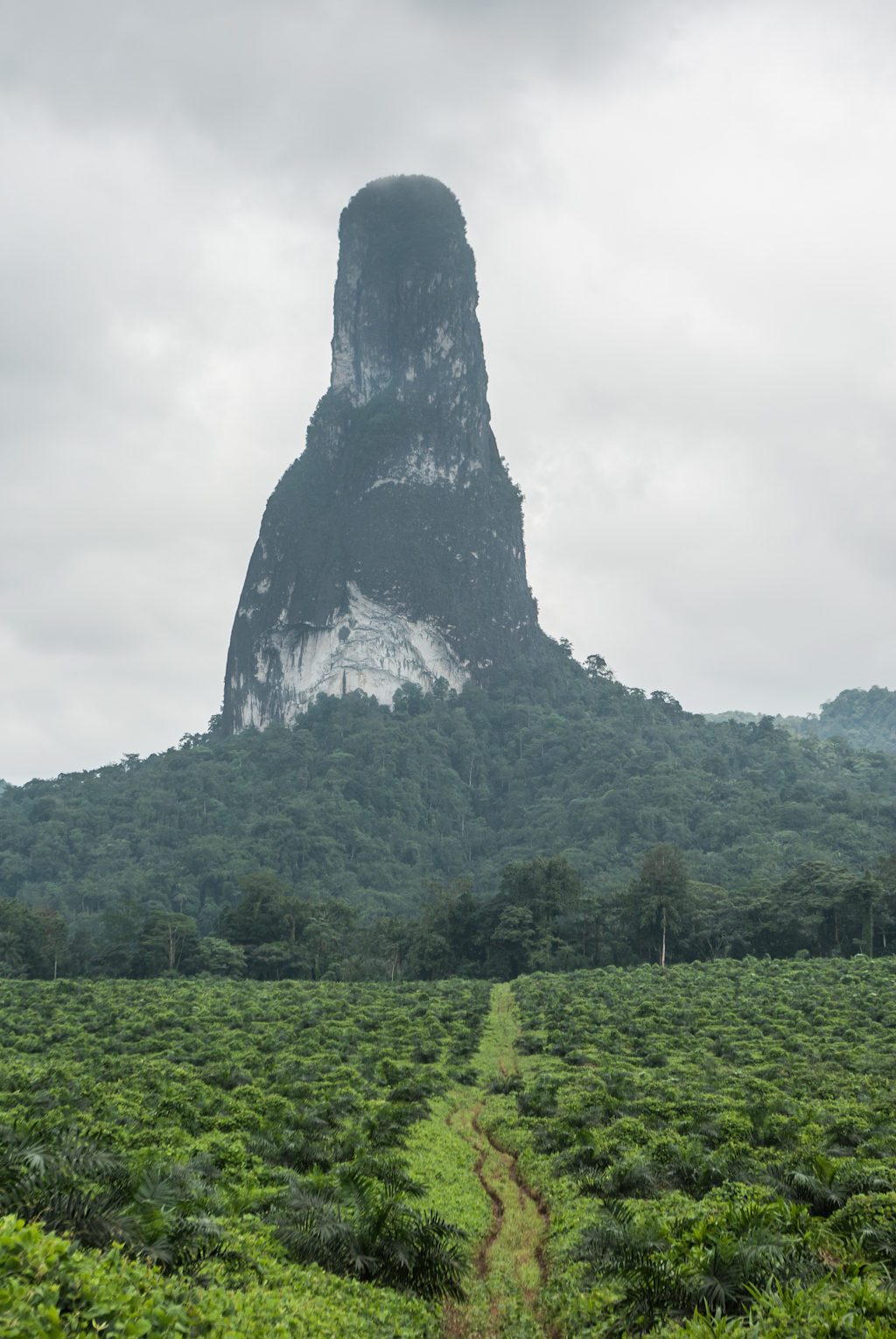
Pico Cão Grande på ön São Tomé.
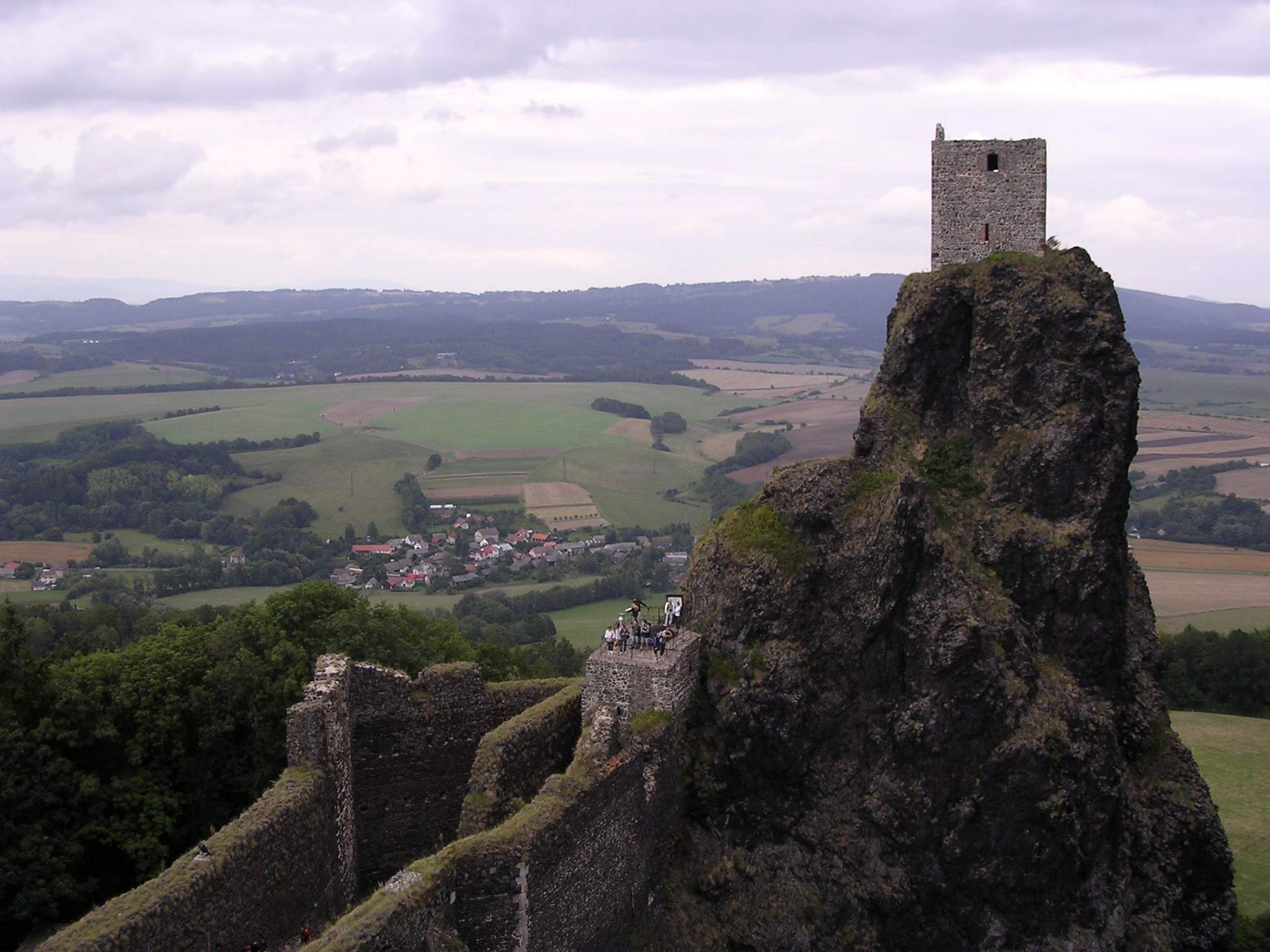
Vulkanisk plugg vid Troskyslottet i Tjeckien.
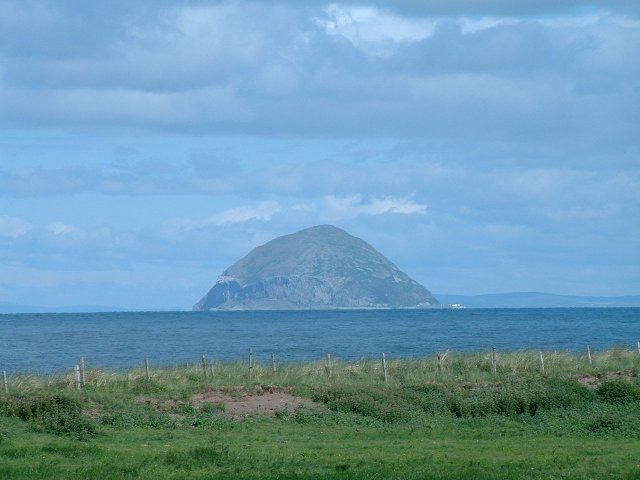
Ailsa Craig i Skottland.